# Stora Flyten och Stormossen
Stora Flyten och Stormossen este o arie protejată (arie specială de conservare — SAC, sit de importanță comunitară — SCI, arie de protecție specială avifaunistică — SPA) din Suedia întinsă pe o suprafață de 922,1 ha, integral pe uscat.

## Localizare
Centrul sitului Stora Flyten och Stormossen este situat la coordonatele 59°49′18″N 15°58′26″E / 59.8218°N 15.974°E.

## Înființare
Situl Stora Flyten och Stormossen a fost declarat sit de importanță comunitară în decembrie 1995 pentru a proteja 1 specie de plante și 17 specii de animale. Alte tipuri de protecție:
- arie de protecție specială avifaunistică (în decembrie 1996)[2]
- arie specială de conservare (în martie 2011)[1][3][4]

## Biodiversitate
Situată în ecoregiunea boreală, aria protejată conține 7 habitate naturale: Turbării active, Taiga vestică, Mlaștini împădurite, Lacuri și iazuri distrofice naturale, Mlaștini alcaline, Păduri caducifoliate de mlaștină fino-scandinave, Mlaștini turboase de tranziție și turbării mișcătoare.
La baza desemnării sitului se află mai multe specii protejate:
- plante (1): Buxbaumia viridis
- păsări (16): minunița (Aegolius funereus), ciuf de câmp (Asio flammeus), cocoșul de mesteacăn (Bonasa bonasia), caprimulg (Caprimulgus europaeus), ciocănitoare neagră (Dryocopus martius), cufundar polar (Gavia arctica), ciuvică (Glaucidium passerinum), cocor (Grus grus), sfrâncioc roșiatic (Lanius collurio), vultur pescar (Pandion haliaetus), viespar (Pernis apivorus), ploier auriu (Pluvialis apricaria), Strix nebulosa, cocoșul de mesteacăn (Tetrao tetrix tetrix),  cocoș de munte (Tetrao urogallus), fluierar de mlaștină (Tringa glareola)
- mamifere (1): râs eurasiatic (Lynx lynx)